# Manuel de Orleans, duque de Vendôme
Felipe Manuel Maximiliano María Eudes de Orleans (en francés: Philippe Emmanuel Maximilien Marie Eudes d'Orléans; Merano, 18 de enero de 1872-Cannes, 1 de febrero de 1931), duque de Vendôme, fue un príncipe francés miembro de la Casa de Orleans.

## Biografía
Manuel nació en Obermais, Merano. Fue hijo de Fernando de Orleans, duque de Alençon, y su esposa, la duquesa Sofía Carlota en Baviera. Conocida como la duquesa de Alençon, su madre murió en un incendió en un festival de beneficencia en París, el 4 de mayo de 1897. Se había negado a los intentos de rescate, insistiendo en que las chicas que trabajaban con ella en la beneficencia se salvasen primero.
Antes de casarse con una princesa belga, el duque de Vendôme se casó en secreto en 1891 con Louise de Maillé de la Tour Landry (1873-1893), quien murió poco después de dar a luz a un hijo llamado Felipe (1893-1955), quien se casó en 1928 con Elisabeth Mirou Mah Nedjid Khanuhii.
Se casó el 12 de febrero de 1896 en Bruselas con la princesa Enriqueta de Bélgica, hija del príncipe Felipe de Bélgica, conde de Flandes, y de la princesa María de Hohenzollern-Sigmaringen. El rey Alberto I fue su cuñado. 
Tuvieron cuatro hijos:
- María Luisa (1896-1973), quien se casó en 1916 con Felipe de Borbón (1885-1949), príncipe de las Dos Sicilias e hijo del pretendiente Alfonso de Borbón-Dos Sicilias, conde de Caserta (1841-1934). La pareja se divorció en 1925; con descendencia.
- Sofía (1898-1928), murió soltera y sin descendencia.
- Genoveva (1901-1983), se casó con el marqués Antoine-de Chaponay Morancé (1893-1956); con descendencia.
- Carlos Felipe (1905-1970), duque de Nemours. Se casó con Marguerite Watson (1899-1993) y murió sin hijos.

La pareja llevó una vida lujosa y poseían diversas propiedades en Bélgica, Francia y Suiza. La situación cambió después de la Primera Guerra Mundial, cuando su fortuna disminuyó rápidamente y se vieron obligados a vender parte de sus propiedades. Felipe murió inesperadamente en 1931 de insuficiencia cardiaca después de un resfriado. Está enterrado en la Capilla Real de Saint Louis, en Dreux.

## Títulos
- 18 de enero de 1872-1 de febrero de 1931: Su Alteza Real el duque de Vendôme.

## Distinciones honoríficas
- 29 de enero de 1914:  Caballero de la Insigne Orden del Toisón de Oro (rama española) ( Reino de España).[1]